# Wybory parlamentarne w Rosji w 2003 roku
Wybory parlamentarne w Rosji w 2003 odbyły się 7 grudnia 2003. Do zdobycia było 450 miejsc do niższej izby rosyjskiego parlamentu Dumy Państwowej.
Tak jak przewidywano, wygrała prokremlowska partia Jedna Rosja, która zdobyła największą liczbę miejsc w parlamencie. Drugie miejsce zajęła Partia komunistyczna, jednakże partia ta straciła największą liczbę miejsc porównując ich wynik wyborczy z 1999. Trzecie miejsce zajęła Partia Liberalno-Demokratyczna. Oprócz tego do parlamentu dostała się jedyna koalicja wyborcza, którą była Rodina. W porównaniu do wyborów z 1999 spore straty w liczbie mandatów poniosła partia liberalna – Jabłoko.

## Wyniki
| Wybory parlamentarne w Rosji w 2003         | Wybory parlamentarne w Rosji w 2003         | Wybory parlamentarne w Rosji w 2003 | Wybory parlamentarne w Rosji w 2003 | Wybory parlamentarne w Rosji w 2003 |
| Partia                                      | Partia                                      | Liczba głosów                       | Poparcie w %                        | Liczba miejsc w parlamencie         |
| ------------------------------------------- | ------------------------------------------- | ----------------------------------- | ----------------------------------- | ----------------------------------- |
| Jedna Rosja                                 | Jedna Rosja                                 | 22 779 279                          | 37,6                                | 223                                 |
| Komunistyczna Partia Federacji Rosyjskiej   | Komunistyczna Partia Federacji Rosyjskiej   | 7 647 820                           | 12,6                                | 52                                  |
| Liberalno-Demokratyczna Partia Rosji        | Liberalno-Demokratyczna Partia Rosji        | 6 943 885                           | 11,5                                | 36                                  |
| Koalicja wyborcza Rodina                    | Koalicja wyborcza Rodina                    | 5 469 556                           | 9,2                                 | 37                                  |
| Jabłoko                                     | Jabłoko                                     | 2 609 823                           | 4,3                                 | 4                                   |
| Sojusz Sił Prawicowych                      | Sojusz Sił Prawicowych                      | 2 390 868                           | 4,0                                 | 3                                   |
| Posłowie niezależni i partie mniejszościowe | Posłowie niezależni i partie mniejszościowe | 12 871 068                          | 21,8                                | 95                                  |
| Frekwencja (55,75%)                         | Frekwencja (55,75%)                         | 60 712 299                          |                                     | 450                                 |
| Całość uprawnionych do głosowania           | Całość uprawnionych do głosowania           | 108 906 244                         |                                     |                                     |